# Jezioro Krzywe (Pojezierze Mrągowskie)
Jezioro Krzywe (niem. Krummendorfer See) – jezioro rynnowe w woj. warmińsko-mazurskim, w powiecie mrągowskim, w gminie Mrągowo, leżące na terenie Pojezierza Mrągowskiego. Południowe brzegi jeziora stanowią granicę z gminą Piecki
Miejscowości: Dłużec, Krzywe, Krzywy Róg.

## Dane morfometryczne
Powierzchnia zwierciadła wody według różnych źródeł wynosi od 141,0 ha do 155,5 ha.
Zwierciadło wody położone jest na wysokości 142,7 m n.p.m. lub 142,8 m n.p.m. Średnia głębokość jeziora wynosi 5,0 m, natomiast głębokość maksymalna 22,5 m.
W oparciu o badania przeprowadzone w 1992 roku wody jeziora zaliczono do II klasy czystości.

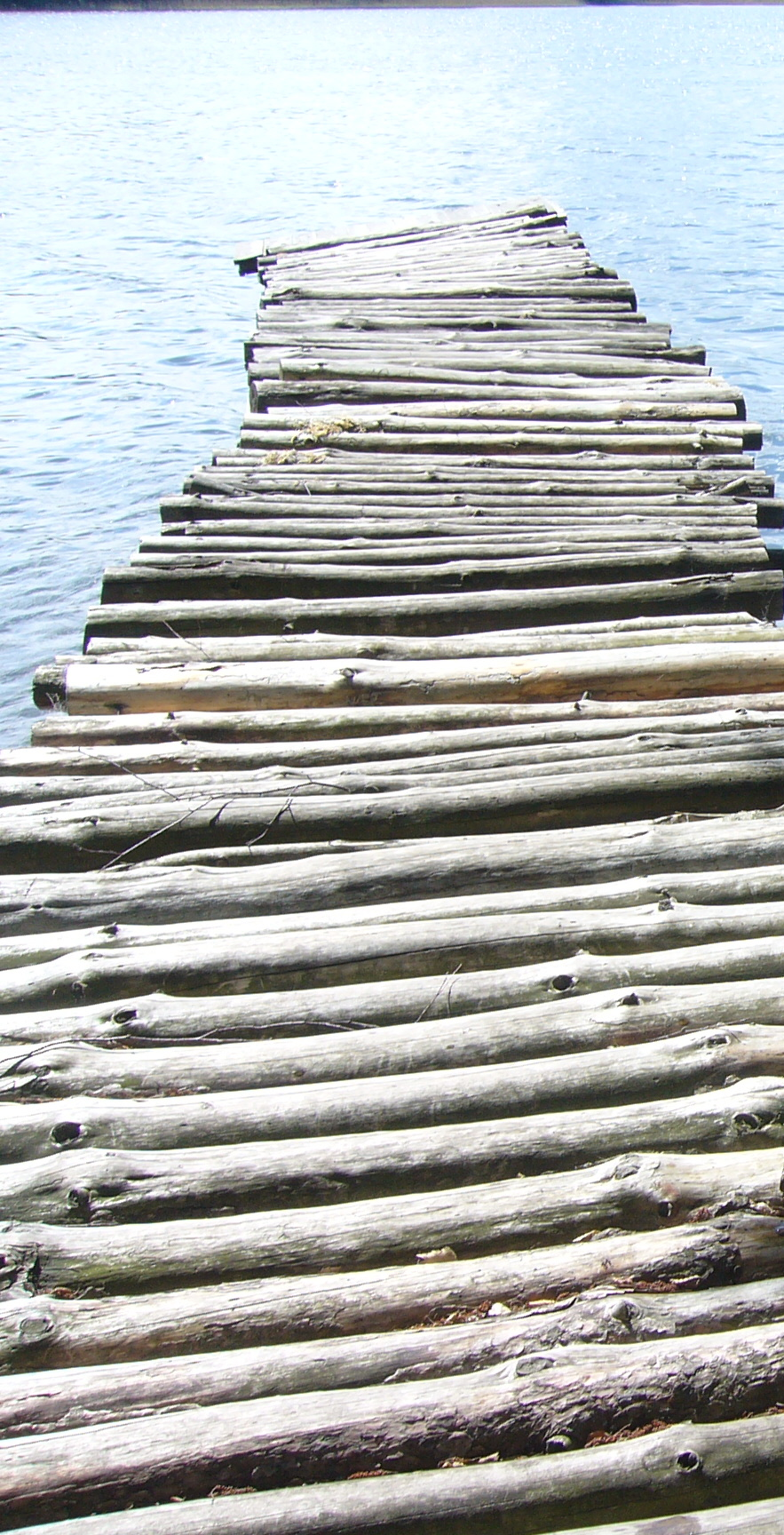
Pomost niedaleko wyspy po wschodniej stronie jeziora.
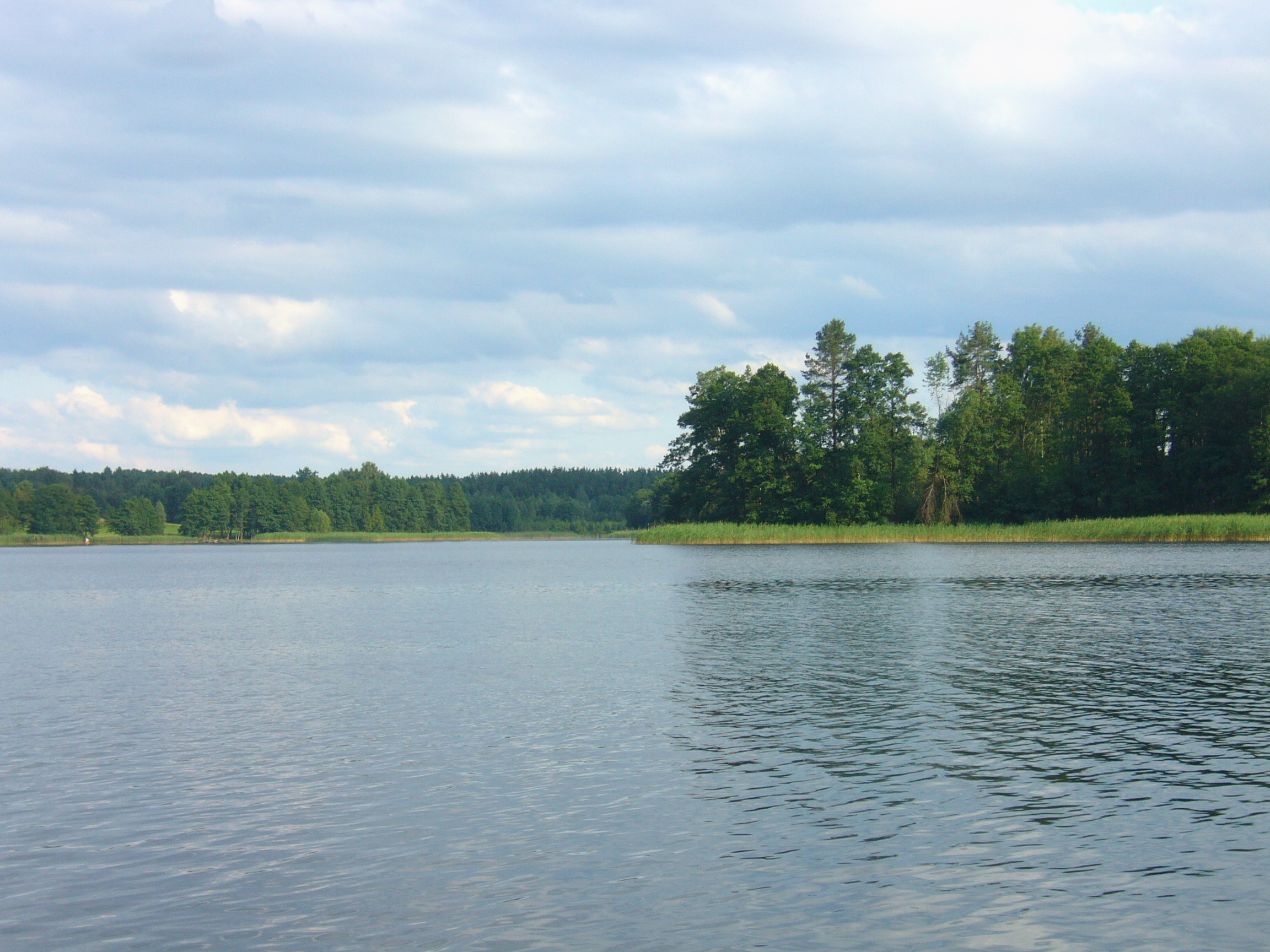
W oddali przesmyk, a wydaje się, że to koniec jeziora.
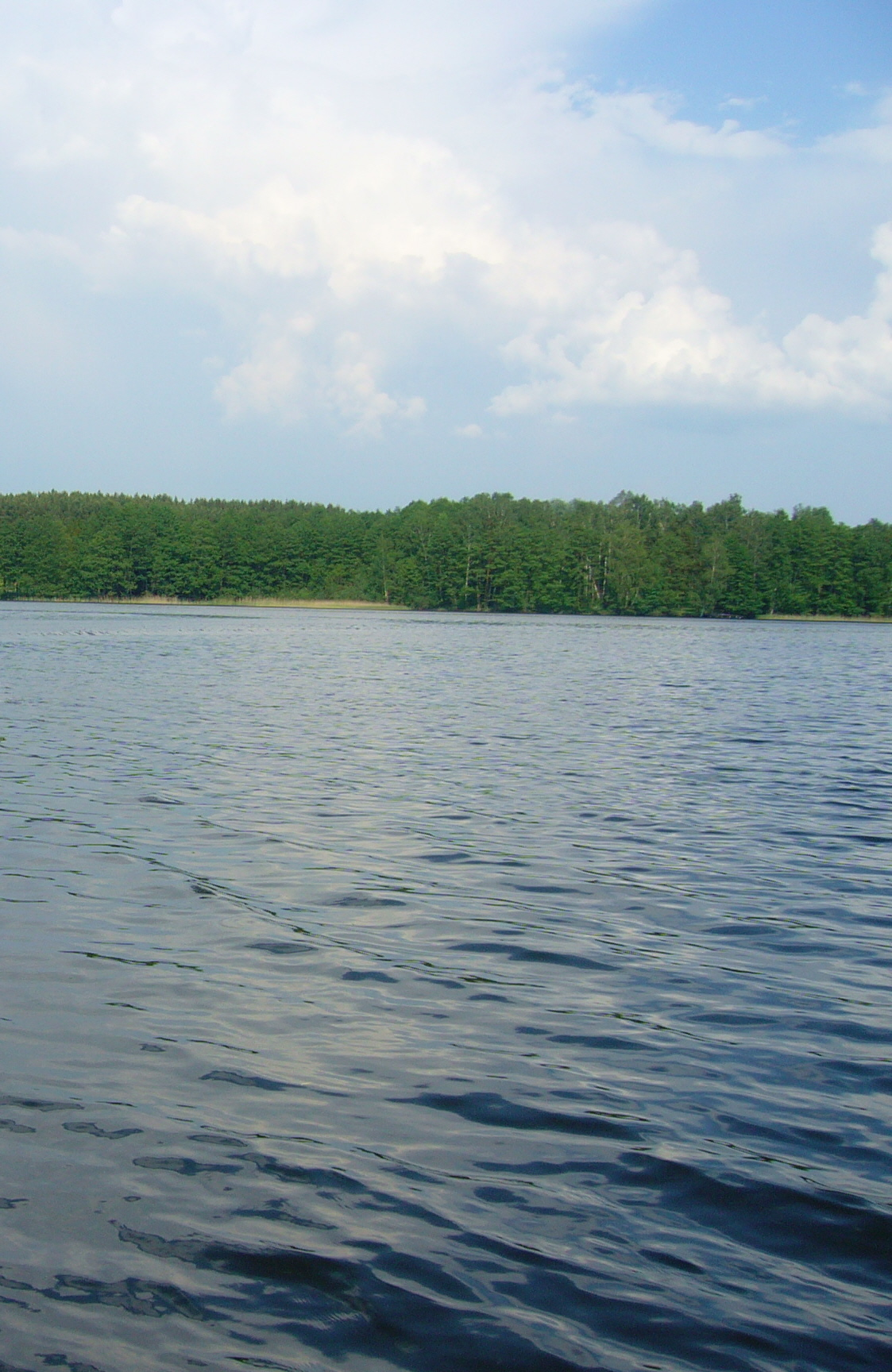
Widok latem.
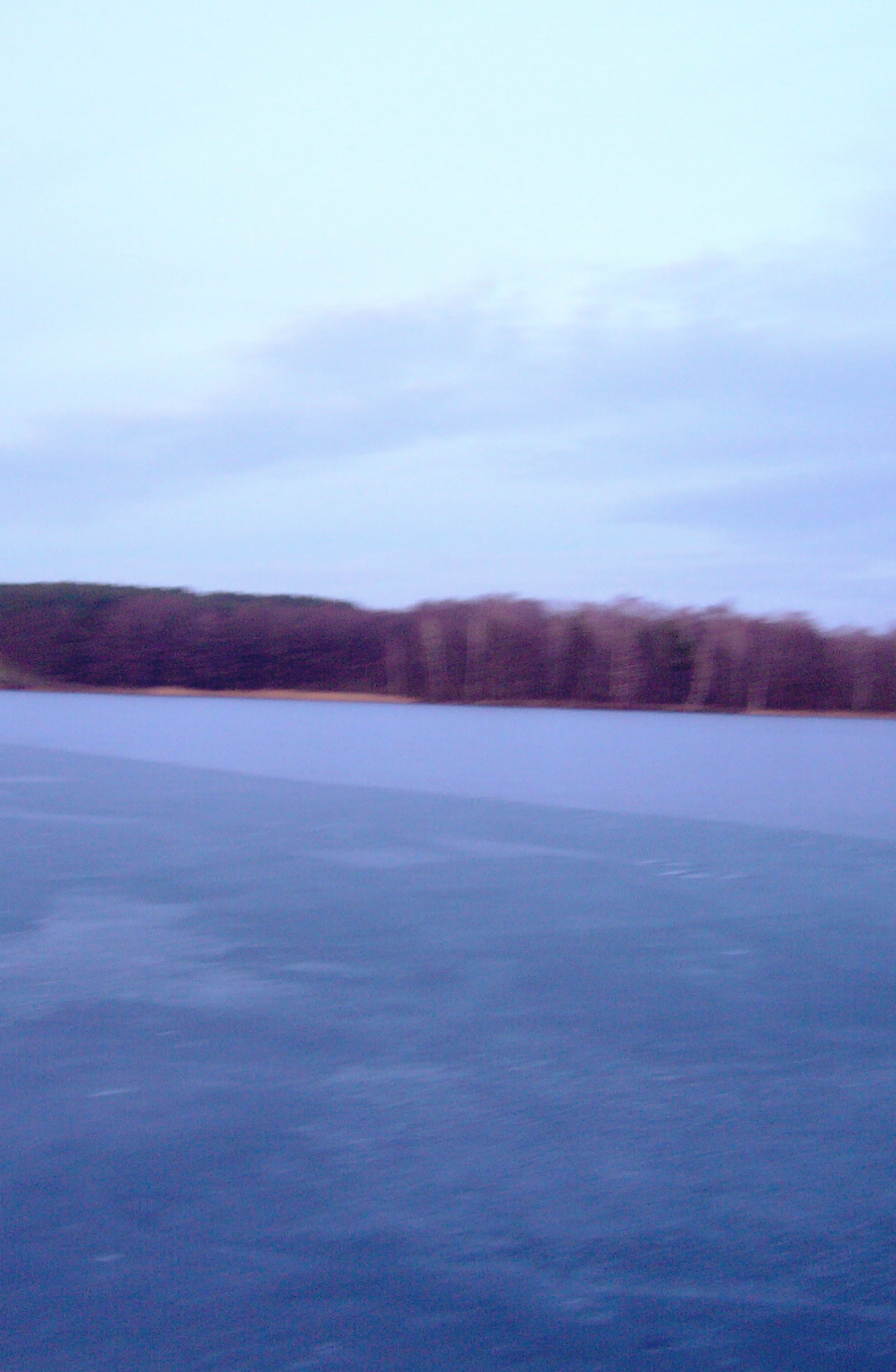
Widok zimą.
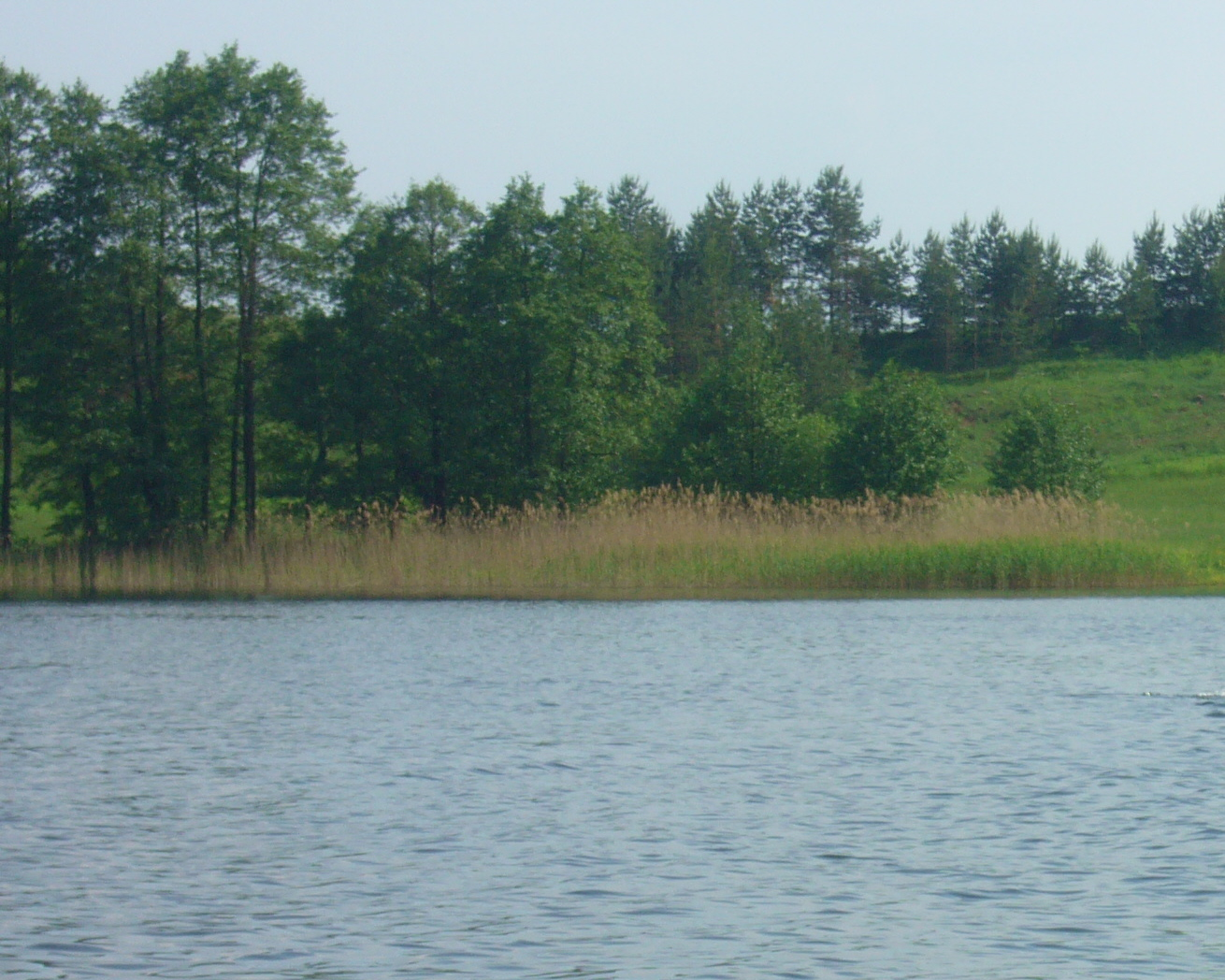
Zatoka